# Farglory 95rich
Das Farglory 95rich (chinesisch 遠雄九五, Pinyin Yuǎn xióng jiǔwǔ) ist ein 42-stöckiger Wolkenkratzer in Xinzhuang, Neu-Taipeh, Taiwan. Das Farglory 95rich hat eine strukturelle Höhe von 184,4 Metern.
Der Wolkenkratzer wurde von dem taiwanischen Architekten C.Y. Lee im postmodernen Stil entworfen und 2017 fertiggestellt. In der  Liste der höchsten Gebäude in Taiwan steht er auf Platz 14. Die Höhe des Gebäudes beträgt 184,4 m, die Grundfläche 69.637,45 m², und es umfasst 42 oberirdische Stockwerke sowie 5 Untergeschosse.